# Hypericum chejuense
Hypericum chejuense är en johannesörtsväxtart som beskrevs av S.J.Park och K.J.Kim. Hypericum chejuense ingår i släktet johannesörter, och familjen johannesörtsväxter. Inga underarter finns listade i Catalogue of Life.